# Grand Armet
Pour les articles homonymes, voir Armet.
Le Grand Armet est un sommet du massif du Taillefer, dans les Alpes françaises. Sur son ubac se trouve le Grand Glacier qui, bien que de taille modeste, constitue l'un des seuls véritables glaciers du massif du Taillefer.